# Constantin Alexandru
Constantin Alexandru (ur. 15 grudnia 1953 w Konstancy zm. 10 sierpnia 2014) – rumuński zapaśnik walczący w obu stylach. Dwukrotny olimpijczyk. Srebrny medalista z Moskwy 1980 i odpadł w eliminacjach turnieju w Montrealu 1976. Startował w kategorii 48 kg.
Pięciokrotny uczestnik mistrzostw świata; złoty medalista w 1978 i 1979 a srebrny w 1974. Do jego osiągnięć należy również sześć medali na mistrzostwach Europy; w tym złoty w 1974, 1975, 1977, 1978 i 1979. Ma w swoim dorobku także tytuł mistrza uniwersjady w 1977 i wicemistrza w 1981. Mistrz świata juniorów z 1973 roku.
- Turniej w Montrealu 1976 – styl wolny

Przegrał z Kuddusi Özdemirem z Turcji i odpadł z turnieju.
 Moskwa 1980
- Turniej w Moskwie 1980

Pokonał Syryjczyka Sabera Nakdali, Meksykanina Alfredo Olvere, Pawła Christowa z Bułgarii i Ferenca Seresa z Węgier a przegrał z Żaksyłykiem Üszkempyrowem z ZSRR.